# Comté de Perry (Kentucky)
Pour les articles homonymes, voir Comté de Perry et Perry.
Le comté de Perry est un comté de l'État du Kentucky, aux États-Unis. Son siège est Hazard.

## Histoire
Fondé en 1821, le comté a été dommé d'après Oliver Hazard Perry.

## Personnalité
- Shelby Lee Adams, photographe